# Banezjanizm
Banezjanizm — system teologiczny stworzony przez Domingo Báñeza (1528–1604)
i szkołę dominikańska, zbudowany na gruncie doktryny św. Tomasza z Akwinu. Powstał na tle sporu z molinizmem. Idea systemu skupiona była wokół problematyki natury i łaski, wolnej woli człowieka oraz Boskiej predestynacji.

## Idea banezjanizmu
Główną tezą banezjanizmu jest nauka oparta na myśli św. Tomasza, według której Bóg posiada absolutną władze nad wszystkimi bytami. Wynika stąd także, iż wolna wola stworzeń podlega absolutnemu panowaniu Boga. Jakąkolwiek aktywność stworzeń zarówno nierozumnych jak i rozumnych i wolnych poprzedza doskonałe działanie stwórcy określane mianem pierwszej przyczyny. To świadczy o występowaniu współdziałania między Bogiem a człowiekiem, lecz co ważne działania Boga są uprzednie w stosunku do działań jego stworzeń. Twórca nurtu, Domingo Báñez podkreśla ze oddziaływanie Boga nie ogranicza się tylko do płaszczyzny moralnej ale dotyczy także sfery fizycznej - praemotio physica (łac. „uprzednie fizyczne poruszenie”). Takie działania Boga nie przekreślają jednak wolnej woli człowieka gdyż z teologicznego punktu widzenia łaska to dar Boży udzielony człowiekowi i jest ona absolutnie uprzednia oraz w pełni suwerenna. Teologowie tłumaczą to tak że łaska podarowana od Boga połączona z wolną wolą człowieka tworzy czyn zasługujący na zbawienie.